# Thomas J. Watson
Thomas John Watson, Sr. (17 tháng 2 năm 1874 – 19 tháng 6 năm 1956) là người thành lập và là cựu chủ tịch IBM,"Người khổng lồ xanh"trong công nghệ thông tin của thế giới. Xét về tất cả các phương diện, IBM chính là tập đoàn công nghệ số một thế giới. Ông là một trong những người giàu nhất thời ông sống và được gọi là người bán hàng vĩ đại nhất thế giới khi ông chết vào năm 1956.
Thomas John Watson, Sr. là chủ tịch của International Business Machines (IBM), người đảm trách sự tăng trưởng của hãng này thành một lực lượng quốc tế từ thập niên 1920 đến thập niên 1960. Watson đã phát triển phong cách quản lý có hiệu quả của IBM và chuyển hãng này thành một trong những tổ chức bán hàng hiệu quả nhất, chủ yếu dựa vào punched card tabulating machine. Là một nhà công nghiệp tự lập hàng đầu, ông là một trong những người giàu nhất vào thời của ông và đã được người ta gọi là người bán hàng vĩ đại nhất thế giới khi ông qua đời năm 1956.

## Những bài học đầu tiên về kinh doanh
Người đàn ông có ảnh hưởng lớn nhất trong cuộc đời của Thomas J. Watson là John Henry Patterson, người sáng lập công ty National Cash Register. Watson lúc đó 21 tuổi và đang thất nghiệp thì được Patterson thuê vào làm người bán hàng cho văn phòng NCR tại Buffalo, New York. Hai tuần đầu tiên, Watson không bán được gì. Kết cục là ông bị John Range, chủ đại lý NCR tại Buffalo, mắng mỏ thậm tệ. Sau này Watson kể lại rằng lúc đó ông chỉ đợi cho Range bình tĩnh lại để xin thôi việc. Nhưng sau đó Watson đã không làm thế.
Sau khi mắng nhiếc Watson, thái độ của Range thay đổi hoàn toàn."Cơn giận dữ của Range cũng biến mất dễ dàng như lúc bùng lên và ông đã ôn tồn an ủi Watson". Range muốn cho Watson đi theo ông để học cách bán hàng trên đường phố. Nhờ thông minh lanh lợi, Watson đã học một cách nhanh chóng và sớm trở thành một người bán hàng lưu động thành thạo. Đội bán hàng này chở hàng hoá bằng xe bò, xe ngựa đi bán khắp các đường phố và vùng nông thôn.
Trong một năm, Watson đã trở thành một trong những người bán hàng giỏi nhất miền Đông Hoa Kỳ. Năm 1899, ở tuổi 25, ông đã bán được nhiều hơn Range và Patterson đã chọn ông phụ trách văn phòng đại lý chi nhánh Rochester của NCR.
Watson thăm dò thông tin về cạnh tranh, dán biển"giám thị"gần các văn phòng. Ông dạy những người làm cùng cách phá hoại các sản phẩm của đối thủ. Ông đe doạ các khách hàng triển vọng của đối thủ bằng cách tố cáo đối thủ vi phạm bản quyền. Thành công của ông nhờ những thủ đoạn này, ngày nay phần lớn đều vi phạm pháp luật, nhiều cách cũng vi phạm pháp luật tại thời điểm đó, và một số cách khiến cho người ta có cảm giác rằng"luật rừng"lớn hơn tất cả các chuẩn mực đạo lý. Thành công của Watson ở Rochester một lần nữa lại gây được sự chú ý của Patterson, và Patterson đã mời ông đến trụ sở của NCR tại Dayton vào tháng 10.1903.
Nhiều cách cạnh tranh khác, bao gồm cả thủ pháp không lành mạnh đã được khai triển với sự tham dự của Watson.
Ai cũng biết điều này là phạm pháp, vào năm 1911, 1912, chính phủ liên bang đã ra tay giải quyết vấn đề này. Ngày 22.2.1912, John H.Patteson, Thomas J.Watson, John J. Range và hơn 20 nhân viên điều hành hàng đầu của công ty NCR đã bị buộc tội vi phạm luật Sherman Antitrust. Ngày 13.2.1913, họ bị tuyên án một năm tù giam, mức phạt cao nhất lúc bấy giờ cho tội này và bị phạt mỗi người 5.000 đôla, riêng Patterson bị phạt gấp đôi. Tuy nhiên, tất cả bọn họ đã cầu viện và đều thoát khỏi hình phạt đó.

## Bước ngoặt lớn
Năm 1908, Patterson và Palmer lên đường sang châu Âu tạm trú trong vòng 2 năm. Ông bổ nhiệm Watson làm giám đốc phụ trách khách hàng không vì một lý do rõ ràng nào cả. Trong 2 năm đó, Watson có đội ngũ bán hàng NCR của riêng mình và doanh số đã tăng gấp đôi. Khi Patterson trở lại năm 1910, ông rất hài lòng và tặng Watson một chiếc xe hơi đắt tiền hiệu Piercerrow cùng một ngôi nhà. Ông đưa Watson đi khắp đất nước để thăm các đại lý của NCR.
Năm 1912, toàn bộ những người trong ban quản trị của NCR bị chính thức buộc tội. Kẻ ra đi Chalmers đã tặng lại một sự trả thù ngọt ngào bằng cách ra làm nhân chứng buộc tội.
Ở tuổi 37, bị buộc tội và đang chờ ngày khởi tố, Watson gặp Kittredge, người sau này trở thành vợ ông. Kittredge kém Watson 9 tuổi và là con gái một gia đình danh giá ở Dayton. Patterson là bạn của bố cô. Họ sống gần nhau và cùng tham gia một câu lạc bộ. Khi cô và Watson hẹn hò, cô đã sẵn sàng lập gia đình và Watson, ở tuổi gần 40 cũng đã sẵn sàng.
Cuối cùng thì Watson cũng không làm việc cho NCR nữa. Tháng 5.1914, sau gần nửa năm thất nghiệp, Watson vào làm việc với cương vị người lãnh đạo cao nhất của công ty Computing Tabulating Recording. Ông đổi tên công ty thành International Business Machines (IBM) năm 1924. Dưới sự lãnh đạo của ông, IBM đã đạt được những kỷ lục ngoạn mục.
Vào năm 1930, năm đầu tiên diễn ra cuộc suy thoái lớn, lợi nhuận của NCR giảm đi một nửa (chỉ còn 3,6 triệu USD).Trong khi đó lợi nhuận của IBM tăng 10% (đạt 7,4 triệu đô la)và lần đầu tiên họ vượt được NCR. Sự so sánh lợi nhuận trong suốt thập kỷ suy thoái thật đáng kinh ngạc.
Từ năm 1930 đến hết năm 1940, IBM thu được tổng số 83,5 triệu đôla, NCR 16,1 triệu. Tiền lãi từ việc bán hàng thậm chí còn chênh lệch hơn rất nhiều. Doanh số bán hàng của IBM không vượt được NCR đến tận năm 1940 (46,3 triệu USD so với 39,9 triệu USD). Cũng như John Patterson đã chứng tỏ rằng George Phillips sai vì đã đánh giá không đúng ngành kinh doanh máy đếm tiền năm 1884, năm 1914 Watson đã"thề sẽ xây dựng một công ty lớn hơn và thành công hơn Patterson". Và ông đã thành công.

## Thành công với IBM
Watson chỉ sử dụng một từ chứ không phải là cụm từ như của các công ty khác, làm động lực gắn kết toàn công ty. Từ đó là"Think"(suy nghĩ).
"Think"bắt nguồn từ NCR khi Watson đang cố vắt óc nghĩ ra một số thông điệp kinh doanh. đứng trên sân khấu, ông viết"Think"lên một trong những tấm bảng hiện diện khắp nơi ở NCR đúng lúc Patterson đi qua. Pat ngay lập tức nhận ra hiệu quả của biểu tượng này và cho gắn trong tất cả các văn phòng. Khi Watson chuyển qua NCR,"Think"cũng đi theo và trở thành tôn chỉ thiêng liêng."Think"được đặt ở vị trí hàng đầu trong năm nấc thang chiến lược của IMB. Bốn nấc thang tiếp theo được xếp theo mức độ quan trọng giảm dần là: Observe (quan sát), Discuss (thảo luận), Listen (lắng nghe), và Read (đọc).
Năm 1933, IBM bán được hơn 700 thiết bị ra thị trường, bao gồm máy xay thịt và máy nghiền cà phê. Máy tạo bảng biểu tự động đứng chót bảng vào năm 1920 đã dần chiếm vị trí số một trong doanh số bán ra.
Ngoài phát hiện cho thuê sản phẩm, IBM còn có chính sách sản xuất và tiếp thị loại thẻ đục lỗ đi kèm các sản phẩm đó, loại phiếu này đã mang lại nguồn lợi khổng lồ. Cuối thập kỉ 20, IBM bán trung bình 4 tỷ chiếc/ năm (năm 1938), tổng số doanh thu bán thẻ đạt gần 1/5 khoản thu từ việc cho thuê máy tính điện tử. Trong những năm 30, hoạt động kinh doanh loại thẻ này chiếm 1/3 lợi nhuận của IBM.
Nhờ vào dịch vụ cho thuê, doanh thu của IBM không ngừng tăng lên, từ một triệu đô la năm 1921 lên tới 7.4 triệu năm 1930. Năm 1933 con số này giảm xuống 507 triệu và lại tăng một cách ngoạn mục lên 9.4 triệu vào năm 1940. Nếu so với tình hình làm ăn của các doanh nghiệp khác trong thời kỳ khủng hoảng này, IBM có thể tự hào về những gì đạt được.
Vào thời điểm đầu cuộc chiến, IBM tung ra nhiều loại sản phẩm mới sau một thời gian dài nghiên cứu tốn kém. Các sản phẩm này được ứng dụng trong nhiều lĩnh vực nhưng chủ yếu vẫn là phân loại và tính toán; ở nhiều cơ quan, tổ chức chính phủ, tư nhân, hoạt động vì lợi nhuận hay phi lợi nhuận. Nhu cầu tính toán, lập dữ liệu có ở khắp nơi trong các tổ chức lớn nhỏ không chỉ ở Mỹ mà còn trên toàn thế giới.
Thực tế, hoạt động kinh doanh của IBM rất phát triển. Từ năm 1931 đến năm 1940, Watson đều đặn xuất hiện 20 lần mỗi năm trong danh sách bình chọn của thời báo New York. Năm 1940, lượng giao dịch của công ty đạt 46 triệu USD và tài sản lên tới 1.5 tỷ đô, lãi ròng đạt 9.4 triệu đô và tổng số tài sản là 83 triệu đô. IBM được xếp vào hàng"ông lớn"ở Mỹ và là công ty quy mô nhất trong ngành công nghiệp máy tính. Tuy nhiên, IBM vẫn chỉ là chàng David khi đứng giữa mảnh đất của những chàng Goliath. Doanh số bán ra của General Motors năm 1940 là 1.8 tỷ đô, lợi nhuận đạt 196 triệu đô và tài sản lên tới 1.5 tỷ đô. Tài sản của American Tlephone & Telegraph gấp 60 lần số tài sản của IBM và lợi nhuận của ATT lớn hơn gấp 24 lần.